# Conirostrum bicolor
El conirrostro bicolor (Conirostrum bicolor), también denominado pico-de-cono bicolor (en Perú), picocono bicolor (en Ecuador), conirrostro manglero (en Colombia), mielerito o mielero manglero (en Venezuela) o mielerito de los mangles, es una especie de ave paseriforme de la familia Thraupidae, perteneciente al género Conirostrum. Es nativo de América del Sur y de Trinidad y Tobago.

## Distribución y hábitat
La subespecie C. b. bicolor se distribuye por la costa caribeña desde el norte de Colombia hacia el este a lo largo de la costa, por Venezuela, incluyendo la isla Magarita, Trinidad, Guyana, Surinam, Guayana Francesa y localmente a lo largo de la costa de Brasil hasta Santa Catarina; también localmente a lo largo del río Branco en Brasil. La subespecie C. b. minus en islas ribereñas y márgenes del río Amazonas y unos pocos grandes afluentes en el noreste de Perú, sureste de Colombia y Brasil, posiblemente hasta la desembocadura del Amazonas.
Esta especie es considerada localmente común en sus hábitats naturales: los manglares costeros, bosques riparios y claros pantanosos adyacentes; principalmente por debajo de los 150 m de altitud.

## Descripción
Alcanza los 11,5 cm de longitud y pesa 11 g. El adulto es de color gris por encima y de color gris-azul abajo, con los ojos rojos, patas rosadas. Las plumas de vuelo primarias son azules con ribetes marrones. Los colores de los dos sexos son similares, aunque la hembra puede ser un poco más apagada, pero las aves inmaduras son de color verdoso por encima y tienen la parte ventral pálido amarillo. 

## Comportamiento
Comen principalmente insectos y ocasionalmente semillas.
El nido es una pequeña taza  forrada de plumas que construye en un árbol del manglar, la puesta normal es de dos huevos con manchas beige-marrón. Los nidos suelen ser parasitados por el tordo renegrido Molothrus bonariensis.

## Sistemática

### Descripción original
La especie C. bicolor fue descrita por primera vez por el naturalista francés Louis Pierre Vieillot en 1809 bajo el nombre científico Sylvia bicolor; su localidad tipo es: «Cayena, Guayana Francesa».

### Etimología
El nombre genérico neutro Conirostrum se compone de las palabras latinas «conus»: cono, y  «rostrum»: pico; y el nombre de la especie «bicolor» del latín que significa  «bicolor, de dos colores».

### Taxonomía
Los amplios estudios filogenéticos recientes demuestran que la presente especie es hermana de Conirostrum margaritae.

### Subespecies
Según las clasificaciones del Congreso Ornitológico Internacional (IOC) y Clements Checklist/eBird v.2019 se reconocen dos subespecies, con su correspondiente distribución geográfica:
- Conirostrum bicolor bicolor (Vieillot), 1809 – costa del norte de Colombia hasta las Guayanas y norte de Brasil, Trinidad, este de Brasil.
- Conirostrum bicolor minus (Hellmayr), 1935 –  este de Ecuador al extremo noreste de Perú (Loreto) y oeste de Brasil.